# Nijhof-Wassink
Nijhof-Wassink is een transportbedrijf met vestigingen in Nederland, Duitsland, Polen, Hongarije en België. De hoofdvestiging van het bedrijf is te vinden in het Twentse Rijssen.

## Activiteiten
Nijhof-Wassink is gespecialiseerd in het transport en opslag van droge en vloeibare bulkgoederen voor de petrochemische en veevoederindustrie in met name de Benelux,  Duitsland en Oost-Europa. Het bedrijf heeft de beschikking over 550 vrachtwagens in verschillende combinaties, gespecialiseerd naar transportbehoefte.
Nijhof-Wassink is ook actief in op- en overslag en -opslag van bulkgoederen. Dit vindt plaats bij Nijhof-Wassink Rijssen en in Coevorden. 

### Zusterbedrijven
Nijhof-Wassink valt onder de Nijhof-Wassink Group met zusterbedrijven Wemmers en Nijwa. De Nijhof-Wassink Group is gevestigd in zes thuislanden (Nederland, Polen, Duitsland, Hongarije, België en Oostenrijk) met 20+ vestigingen, 2.000+ medewerkers en 815 eigen vrachtwagens in verschillende combinaties.

## Historie
Het bedrijf werd op 1 januari 1967 opgericht door Harman Nijhof en Evert Wassink, die beiden een eigen bedrijf in het Twentse Wierden hadden. Uitbreiding van het bedrijf volgde snel; Nijhof-Wassink werd in 1968 subdealer van Volvo Bedrijfswagens. Kort daarop, in 1970, volgde het hoofdagentschap. De garageactiviteiten gingen vanaf dat moment hun eigen weg onder de naam NIJWA BV.
Wegens ruimtegebrek verhuisde Nijhof-Wassink in 1981 van Wierden naar Rijssen.
In 1990 werd Nijhof-Wassink Transport als een van de eerste transportbedrijven in Nederland gecertificeerd volgens de ISO 9002 kwaliteitsnormen. In 2002 ontving Nijhof-Wassink de Haulier of the Year Award van de Borealis Group. In 2008 volgde de Dutch Polish Trade Award (DPTA, Nederlands-Poolse handelsprijs), een prijs voor Nederlandse ondernemers in Polen, ingesteld door het Nederlands-Pools Centrum voor Handelsbevordering (NPCH) en de Nederlands-Poolse Kamer van Koophandel ter verdere bevordering van de bilaterale handelsrelatie. 

### Lijst van ontstaan vestigingen en overnames
- 1967 - Oprichting te Wierden;
- 1981 - Verhuizing wegens ruimtegebrek naar Rijssen;
- 1990 - Vestiging te Polen, oprichting Nijhof-Wassink Sp. z o.o.;
- 1993 - Opening vestiging te Kutno;
- 1996 - Overname van de Rijssense Transport Centrale (RTC), inclusief vestiging in het Duitse Hörstel;
- 2000 - Start Nijhof-Wassink Hongarije, Székesfehérvár
- 2002 - Overname van Van der Sluis Transport uit Krimpen aan de Lek en TTS Oldenzaal uit Oldenzaal over;
- 2003 - Opening vestiging te  Coevorden;
- 2012 - Opening Logistics Centre te Kutno
- 2014 - Start Nijhof-Wassink België
- 2015 - Uitbreiding Logistics Centre Kutno Polen
- 2015 - Verhuizing Nijhof-Wassink kantoor België van Torhout naar Antwerpen
- 2015 - Opening nieuw hoofdkantoor Nijhof-Wassink Group in Rijssen
- 2016 - Uitbreiding CTT
- 2016 - Nijhof-Wassink Group bestaat 50 jaar
- 2016 - CTT opent vierde vestiging in Almelo (Nijhof-Wassink 25% aandeelhouder)
- 2019 - Mede-oprichter Harman Nijhof is op 82 jarige leeftijd overleden
- 2020 - Ecotrans wordt overgenomen
- 2020 - Overname chauffeurs en het wagenpark over van het Belgische mengvoederbedrijf Quartes en Agri-Activ (toeleveringsbedrijf aan de akkerbouw)
- 2022 - Overname Wemmers Tanktransport
- 2022 - Overname activiteiten van het logistieke gedeelte van Landhandel Meyer uit Bösel (Duitsland)
- 2023 - Zakgoedtransport van Ecotrans Logistics verkocht aan AB Texel Group. Ecotrans bulktransport gaat op in Nijhof-Wassink.
- 2024 - Aandelen CTT worden verkocht aan Inland Terminals Group
- 2024 - De transportdivisies Feed-, Food- en Chemical Logistics zijn samengevoegd tot één transportorganisatie om meer synergie te creëren. Wemmers Tanktransport blijft onder de eigen naam actief als specialist in Food Logistics.

## Trivia
- Nijhof-Wassink was tot 2014 sponsor van de Poolse schaatsbond en -ploeg.